# 滝島雅子
滝島 雅子（たきしま まさこ、1966年10月24日 - ）は、NHKの元シニアアナウンサー。元NHK放送文化研究所メディア研究部所属の研究員。十文字学園女子大学教育人文学部文芸文化学科教授。

## 人物
宮城県仙台市で、東北大学医学部教授（内科学第一講座担当）であった滝島任（たきしま・たもつ）の娘として生まれる。宮城県第一女子高等学校（現・宮城県宮城第一高等学校）を経てお茶の水女子大学を卒業後、1990年NHKにアナウンサーとして入局。2012年6月にNHK放送文化研究所に異動、2020年8月にアナウンサーに復帰し、2023年6月までNHK放送研修センター 日本語センターに在籍した。2024年4月から十文字学園女子大学教育人文学部文芸文化学科教授。

## 挿話
- 入局以来長らく、報道・情報系を中心に担当。
- さいたま勤務中も、県内にアーカイブ施設があったことから関連番組に出ていたほか、地元が仙台・初任地が福島であったことから、東日本大震災関連特集番組にも進行役として度々起用された。

## 担当番組
- イブニングネットワークふくしま キャスター（- 1993年）
- NHKニュース7 川端義明のリリーフ（1993年）、ニュースリーダー（2008年4月 - 2010年3月）
- 消えた鉄道を歩く 巨木の森の小さな鉄路-高知・魚梁瀬森林鉄道 (1997年、BS2) - 語り
- こんにちはいっと6けん（1998年4月 - 2001年3月）
- 地球!ふしぎ大自然 ナレーション
- 週刊首都圏ニュース（2002年4月 - 2003年3月）
- 首都圏ネットワーク（2001年4月 - 2003年3月）
- NHK週刊ニュース（2002年8月17日）住吉美紀の代理キャスター
- NHKニュースおはよう日本 土・日曜日・祝日（2005年4月 - 2007年3月）
- 功名が辻 功名が辻紀行ナレーション（2006年1月 -12月）
- わくわく授業 わたしの教え方 ナレーション
- きょうも元気でわくわくラジオ（2007年4月 - 2008年3月）
- 気象通報（2009年11月）
- 海外安全情報
- NHKニュース (午後5時)（2008年4月 - 2009年3月）
- 土曜解説（司会）
- 双方向解説・そこが知りたい!（司会）
- スタジオパークからこんにちは（青山祐子の司会代行 2012年2月7日、8日、21日）
- 日刊!さいたま〜ず（交替担当）
- さいたまFMニュース
- NHKニュースおはよう日本などでの埼玉県発中継
- BSアーカイブス（BSプレミアム、司会） - 森山春香と交互に担当
- 明日へ -支えあおう-　関連大型特設番組進行
- NHKけさのニュース（2020年8月30日、2021年5月29日、2021年7月18日、ラジオ第1）
- 午前9時、10時、11時のラジオニュース(2021年5月29日、2021年7月18日、ラジオ第1)
- ひるどき！さいたま～ず(2024年7月19日) 開局80周年 さいたまアーカイブス～羽ばたくさいたま～ずさん～  ゲスト出演[3]。